# سلحفاة المنزل مفصلية الظهر
سلحفاة المنزل مفصلية الظهر هي نوع من السلاحف البرية، ينتمي إلى جنس السلاحف المفصلية. تعيش هذه السلحفاة في الغابات والمستنقعات والمروج المنخفضة الرطبة المدارية وشبه المدارية، وتقطن بلدان ليبيريا وساحل العاج وغانا وبنين ونيجيريا والكاميرون والكونغو الديمقراطية والكونغو والغابون وغينيا الاستوائية، وربما توغو أيضاً. تواجه سلحفاة المنزل مفصلية الظهر خطر الانقراض بسبب تدمير بيئتها الطبيعية، ويُصنِّفها الاتحاد العالمي للحفاظ على الطبيعة كنوعٍ غير محصن من الانقراض. لدى هذه السلاحف مفصل في مؤخرة ظهرها يسمح لها بإدارته بمقدار 90 درجة، ويسمح لها ذلك بحماية الجانب الخلفي من جسدها.